# Finno gård
Finno gård (finska: Finnon kartano) var en herrgård i Finno i Esbo i Finland. Herrgården försvann på 1970-talet när Esbo stad köpte gården och planlade området som industriområde.

## Historia
Under 1500-talet bestod Finno by av fyra hemman som sammanslogs till Finno rusthåll på 1680-talet. Bland gårdens ägare fanns från och med slutet av 1600-talet officerare, militartjänstemän, sjöfarare och representanter för kyrkan och rättsväsendet. År 1921 köpte Karl Perklén Finno gård där man idkade boskapsskötsel och även producerade hö, säd, mjölk, potatis, kött och trädgårdsprodukter för marknaderna i Helsingfors. Enligt 1931 års räkenskaper hölls 14 hästar, 18 kor, tjur och 40 höns på gården.

### Byggnader
Finno gårds gamla huvudbyggnad var byggt i slutet av 1700-talet. Mangården som bildades av huvudbyggnaden med dess flygelbyggnader var separerad från ekonomibyggnaderna. Ett tidsenligt, flera hektar stort parkområde med en inhägnad fruktträdgård, tillhörde också herrgårdsmiljön. Fruktgården låg öster om huvudbyggnaden vid den tidigare segelbara Finnobäcken. Karl Perklén lät bygga en ny huvudbyggnad separat från den gamla mangården år 1952. Den nya byggnaden ritades av arkitekt Runar Finnilä. Den rappade tegelbyggnadens fasad hade drag av klassisk herrgårdsarkitektur. Inomhus fanns tretton rum i två våningar.

### Finno gård försvinner
På 1970-talet köpte Esbo stad Finno gård med undantag för den nya huvudbyggnaden. Området planlades som industriområde och den gamla huvudbyggnaden och ekonomibyggnaderna revs. I mitten av 2000-talet försvann de sista spåren av mangården, i samband med att man byggde ett varuhus med parkeringsplats på samma ställe. Finno gårds stenladugård var från 1800-talet, medan de andra byggnaderna var i trä och ännu äldre. Den nya huvudbyggnaden revs år 1999 och på dess plats byggdes senare ett trädgårdscenter.

### Idag
Idag kvarstår endast den gamla fruktträdgården där det idag finns en koloniträdgård, samt spåren av landsvägen som ledde till Mattby och Gräsa. Även den bro som ledde landsvägen över Finnobäcken kvarstår.

### Arkeologiska utgrävningar
Innan herrgårdstomten bebyggdes undersöktes resterna av Finno medeltida by genom arkeologiska utgrävningar. Vid utgrävningarna hittades en vidsträckt begravningsplats under en medeltida väg. Begravningsplatsen är äldre den äldsta kyrkan i Esbo.